# Мерил О'Гара Вуд
Мерил О'Гара Вуд (англ. Meryl O'Hara Wood; пом. 6 травня 1958) — колишня австралійська тенісистка.
Найвищим досягненням на турнірах Великого шолома був фінал в змішаному парному розряді.

## Фінали турнірів Великого шолома

### Парний розряд (2–2)
| Результат | Рік  | Турнір                | Покриття | Партнерка           | Суперниці                            | Рахунок       |
| --------- | ---- | --------------------- | -------- | ------------------- | ------------------------------------ | ------------- |
| Поразка   | 1924 | Чемпіонат Австралазії | Трава    | Катлін Ле Мессурієр | Дафне Акгерст Сільвія Ланс-Гарпер    | 5–7, 2–6      |
| Перемога  | 1926 | Чемпіонат Австралазії | Трава    | Есна Бойд           | Дафне Акгерст Марджорі Кокс Кроуфорд | 6–3, 6–8, 8–6 |
| Перемога  | 1927 | Чемпіонат Австралії   | Трава    | Луї Бікертон        | Есна Бойд Сільвія Ланс-Гарпер        | 6–3, 6–3      |
| Поразка   | 1929 | Чемпіонат Австралії   | Трава    | Сільвія Ланс-Гарпер | Дафне Акгерст Луї Бікертон           | 2–6, 6–3, 2–6 |

### Мікст (1 поразка)
| Результат | Рік  | Турнір              | Покриття | Партнер    | Суперник і суперниця                 | Рахунок       |
| --------- | ---- | ------------------- | -------- | ---------- | ------------------------------------ | ------------- |
| Поразка   | 1932 | Чемпіонат Австралії | Трава    | Дзіро Сато | Марджорі Кокс Кроуфорд Джек Кроуфорд | 8–6, 6–8, 3–6 |